# Michelle de Bruin
Michelle de Bruin, z domu Smith (ur. 16 grudnia 1969 w Rathcoole) – irlandzka pływaczka, mistrzyni olimpijska i Europy.
Wyszła za Erika de Bruina, byłego holenderskiego lekkoatletę specjalizującego się w rzucie dyskiem.
6 sierpnia 1998 roku FINA zdyskwalifikowała pływaczkę na 4 lata za próbę manipulacji i fałszowania przy próbkach przekazanych do kontroli antydopingowej. W 1999 ogłosiła zakończenie kariery pływackiej i ponownie podjęła studia. Zdobyła tytuł prawniczy na University College Dublin.
W 1996 we współpracy z Cathal Dervan, wydała autobiografię zatytułowaną Gold.

## Wyróżnienia
- 1996: Pływaczka Roku w Europie